# Historia del entrenamiento de fuerza y resistencia

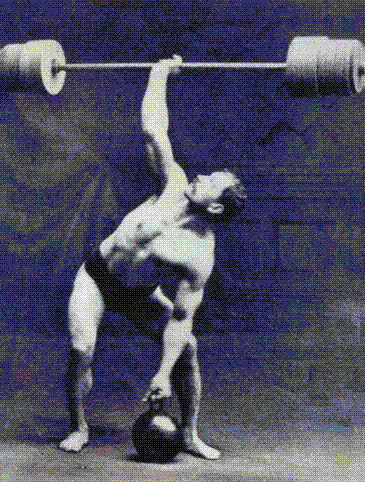
Antigua barra cargada con discos y pesa rusa. El ejercicio realizado con la barra se llama bent press.

La historia del entrenamiento de fuerza y resistencia tiene su nacimiento en la Antigua Grecia. Hipócrates fue quien explicó por primera vez de que se trataba el entrenamiento con peso cuando escribió "el que utiliza esto se desarrolla, y quien no lo utiliza está desperdiciando su tiempo." El entrenamiento de resistencia progresiva data mínimamente de la Antigua Grecia, personajes legendarios como el luchador Milón de Crotona entrenaba llevando un ternero recién nacido sobre su espalda todos los días hasta que este creció. Otro griego, el médico Galeno, describió el entrenamientos de fuerza usando halteres, una antigua forma de mancuernas durante el siglo II d. C.
Otro instrumento antiguo de ejercicio era el garrote hindú, el cual fue creado en la antigua Persia. Posteriormente, hacia el siglo XIX estos elementos se volvieron populares en Inglaterra y Estados Unidos.
La mancuerna propiamente dicha se unió a la barra a fines del siglo XIX. Las primeras barras tenían globos huecos que podían ser llenados por arena o por plomo, pero antes de comenzar el siglo XX fueron reemplazados por los actuales discos.
Uno de los primeros ejercicios realizados que luego daría origen a muchos otros (sobre todo en el tirón de fuerza y el press militar) fue el bent press popularizado por forzudos como Louis Cyr, Arthur Saxon y Eugene Sandow. El entrenamiento con barras y mancuernas se popularizó hacia mediados de los años 1930 cuando Jack Lalane instaló los primeros gimnasios.
El entrenamiento de fuerza usando ejercicios isométricos fue popularizado por Charles Atlas entre los años 20 y 30. Posteriormente, en los años sesenta se comenzó a implementar las primeras máquinas de ejercicio en los gimnasios. El entrenamiento de fuerza aumentó su popularidad en la década de 1980, debido en parte a la película de culturismo Pumping Iron y a la posterior popularidad de Arnold Schwarzenegger. Desde los años noventa incrementó la cantidad de mujeres entrenando con pesas, influenciadas por programas de entrenamiento como Body for Life.
- Datos: Q5900298